# Muzeum Regionalne w Pułtusku
Muzeum Regionalne w Pułtusku – muzeum z siedzibą w Pułtusku. Placówka jest miejską jednostką organizacyjną, a jego siedzibą jest pochodząca z XVI wieku wieża ratuszowa.
W ramach urządzonych w muzeum wystawach stałych prezentowane są eksponaty archeologiczne, pochodzące z wykopalisk prowadzonych na pułtuskim wzgórzu zamkowym, pochodzące z okresu XIII i XIV wieku. Ponadto w zbiorach znajdują się m.in. pamiątki po działających w mieście cechach rzemieślniczych (dokumenty, pieczęcie), dawne mapy oraz wizerunki miasta. W ramach zbiorów etnograficznych prezentowane są przedmioty, związane z kulturą ludową terenów Puszczy Białej: stroje, tekstylia, sztuka ludowa, ceramika. Placówka posiada również jedenaście odłamków meteorytu pułtuskiego, który eksplodował w atmosferze w pobliżu miasta w 1868 roku.
Muzeum jest obiektem całorocznym, czynnym z wyjątkiem poniedziałków.